# John Jay
John Jay (New York, 1745. december 12. – Westchester megye, 1829. május 17.) amerikai politikus, diplomata, jogász, az alapító atyák egyike.